# کیم دونگ-مون
کیم دونگ-مون (انگلیسی: Kim Dong-moon؛ زادهٔ ۲۲ سپتامبر ۱۹۷۵) بدمینتون‌باز اهل کره جنوبی است.